# Maroon V Tour
El Maroon 5 World Tour 2015 es la actual gira musical de la banda pop estadounidense Maroon 5 en promoción de su quinto álbum de estudio V (2014).

## Antecedentes y desarrollo
La gira fue anunciada en mayo de 2014. La banda declaró que, a través de un contrato con Live Nation, que empiezan una gira mundial a finales de 2014 hasta principios de 2015 en apoyo del nuevo álbum. En junio, el banda publicó una foto en su cuenta oficial de Instagram pidiendo a los aficionados que lugares les gustaría que recorriera el tour. también a través de Instagram, en agosto la banda reveló con una serie de fotos de los estados en los que van a traer la gira (Estados Unidos). Todas las fechas se anunciarán el 2 de septiembre de 2014 y un video, que muestra las ciudades donde van a realizar el tour, fue subido en el canal de Live Nation en Youtube. El 25 de agosto de 2015, se agregaron un total de 12 fechas que se repartieron entre México y Sudamérica, siendo datadas para principios del año 2016.

## Actos de apertura
- Magic! (Norteamérica y Europa)[6]
- Rozzi Crane (Norteamérica)[7]
- Nick Gardner (Europa)
- Dirty Loops (Asia y Oceanía)
- Ghita (África)
- Phases (Norteamérica)

## Lista de canciones
1. "animals"
2. "One More Night"
3. "Doin' Dirt
4. "Harder to Breathe"
5. "Misery
6. "Wake Up Call"
7. "Love Somebody"
8. "Maps"
9. "This Love"
10. "Sunday Morning"
11. "Makes Me Wonder"
12. "Payphone"
13. "Stereo Hearts"
14. "Daylight"
15. "It Was Always You"
16. "She Will Be Loved"
17. "Moves Like Jagger" (performed with Rozzi Crane in North America)
18. "Sugar"

## Fechas
| Fecha                    | Ciudad            | País              | Lugar                         | Acto de apertura                   | Audiencia                   | Recaudación       |
| América del Norte        | América del Norte | América del Norte | América del Norte             | América del Norte                  | América del Norte           | América del Norte |
| ------------------------ | ----------------- | ----------------- | ----------------------------- | ---------------------------------- | --------------------------- | ----------------- |
| 16 de febrero de 2015    | Dallas            | Estados Unidos    | American Airlines Center      | MAGIC! Rozzi Crane                 | 15 012 / 15 012 (100%)      | $1 374 180        |
| 17 de febrero de 2015    | Houston           | Estados Unidos    | Toyota Center                 | MAGIC! Rozzi Crane                 | 12 292 / 12 415 (99%)       | $1 246 701        |
| 19 de febrero de 2015    | Atlanta           | Estados Unidos    | Philips Arena                 | MAGIC! Rozzi Crane                 | 14 620 / 14 620 (100%)      | $1 296 760        |
| 24 de febrero de 2015    | Sunrise           | Estados Unidos    | BB&T Center                   | MAGIC! Rozzi Crane                 | 14 389 / 14 389 (100%)      | $1 301 007        |
| 25 de febrero de 2015    | Tampa             | Estados Unidos    | Amalie Arena                  | MAGIC! Rozzi Crane                 | 14 827 / 14 827 (100%)      | $1 304 559        |
| 27 de febrero de 2015    | Nashville         | Estados Unidos    | Bridgestone Arena             | MAGIC! Rozzi Crane                 | 16 574 / 16 574 (100%)      | $1 378 733        |
| 28 de febrero de 2015    | Indianápolis      | Estados Unidos    | Bankers Life Fieldhouse       | MAGIC! Rozzi Crane                 | 14 277 / 14 290 (100%)      | $1 300 855        |
| 2 de marzo de 2015       | Washington D. C.  | Estados Unidos    | Verizon Center                | MAGIC! Rozzi Crane                 | 15 183 / 15 183 (100%)      | $1 487 083        |
| 3 de marzo de 2015       | Boston            | Estados Unidos    | TD Garden                     | MAGIC! Rozzi Crane                 | 14 468 / 14 468 (100%)      | $1 368 256        |
| 5 de marzo de 2015       | New York City     | Estados Unidos    | Madison Square Garden         | MAGIC! Rozzi Crane                 | 29 998 / 29 998 (100%)      | $2 852 671        |
| 6 de marzo de 2015       | New York City     | Estados Unidos    | Madison Square Garden         | MAGIC! Rozzi Crane                 | 29 998 / 29 998 (100%)      | $2 852 671        |
| 8 de marzo de 2015       | East Rutherford   | Estados Unidos    | Izod Center                   | MAGIC! Rozzi Crane                 | 16 403 / 16 403 (100%)      | $1 565 026        |
| 9 de marzo de 2015       | Philadelphia      | Estados Unidos    | Wells Fargo Center            | MAGIC! Rozzi Crane                 | 16 204 / 16 204 (100%)      | $1 602 385        |
| 11 de marzo de 2015      | Columbus          | Estados Unidos    | Nationwide Arena              | MAGIC! Rozzi Crane                 | 15 017 / 15 017 (100%)      | $1 387 961        |
| 13 de marzo de 2015      | Pittsburgh        | Estados Unidos    | Consol Energy Center          | Rozzi Crane                        | 15 361 / 15 361 (100%)      | $1 355 901        |
| 14 de marzo de 2015      | Louisville        | Estados Unidos    | KFC Yum! Center               | MAGIC! Rozzi Crane                 | 17 645 / 17 645 (100%)      | $1 484 358        |
| 16 de marzo de 2015      | Toronto           | Canadá            | Air Canada Centre             | MAGIC! Rozzi Crane                 | 16 696 / 16 696 (100%)      | $1 274 030        |
| 18 de marzo de 2015      | Auburn Hills      | Estados Unidos    | The Palace of Auburn Hills    | MAGIC! Rozzi Crane                 | 15 417 / 15 417 (100%)      | $1 431 869        |
| 19 de marzo de 2015      | Chicago           | Estados Unidos    | United Center                 | MAGIC! Rozzi Crane                 | 15 747 / 15 903 (99%)       | $1 479 650        |
| 21 de marzo de 2015      | Kansas City       | Estados Unidos    | Sprint Center                 | MAGIC! Rozzi Crane                 | 14 903 / 14 903 (100%)      | $1 482 154        |
| 23 de marzo de 2015      | Saint Paul        | Estados Unidos    | Xcel Energy Center            | MAGIC! Rozzi Crane                 | 15 268 / 15 921 (96%)       | $1 522 861        |
| 25 de marzo de 2015      | Saskatoon         | Canadá            | SaskTel Centre                | MAGIC! Rozzi Crane                 | 12 560 / 12 560 (100%)      | $943 186          |
| 26 de marzo de 2015      | Edmonton          | Canadá            | Rexall Place                  | MAGIC! Rozzi Crane                 | 13 950 / 13 950 (100%)      | $1 235 160        |
| 28 de marzo de 2015      | Tacoma            | Estados Unidos    | Tacoma Dome                   | MAGIC! Rozzi Crane                 | 19 835 / 19 835 (100%)      | $1 522 061        |
| 29 de marzo de 2015      | Vancouver         | Canadá            | Rogers Arena                  | MAGIC! Rozzi Crane                 | 15 235 / 15 235 (100%)      | $1 264 910        |
| 31 de marzo de 2015      | San José          | Estados Unidos    | SAP Center                    | MAGIC! Rozzi Crane                 | 14 031 / 14 031 (100%)      | $1 304 359        |
| 1 de abril de 2015       | San Diego         | Estados Unidos    | Viejas Arena                  | MAGIC! Rozzi Crane                 | 9 668 / 9 668 (100%)        | $896 360          |
| 3 de abril de 2015       | Inglewood         | Estados Unidos    | The Forum                     | MAGIC! Rozzi Crane                 | 26 876 / 27 244 (99%)       | $2 389 695        |
| 4 de abril de 2015       | Inglewood         | Estados Unidos    | The Forum                     | MAGIC! Rozzi Crane                 | 26 876 / 27 244 (99%)       | $2 389 695        |
| 6 de abril de 2015       | Anaheim           | Estados Unidos    | Honda Center                  | MAGIC! Rozzi Crane                 | 14 924 / 14 924 (100%)      | $1 082 918        |
| Europa                   |                   |                   |                               |                                    |                             |                   |
| 24 de mayo de 2015       | París             | Francia           | Le Zénith                     | —                                  | 6 238 / 6 238 (100%)        | $419 657          |
| 26 de mayo de 2015       | London            | Reino Unido       | The SSE Arena Wembley         | MAGIC! Nick Gardner                | 24 288 / 25 000 (97%)       | $1 420 768        |
| 28 de mayo de 2015       | London            | Reino Unido       | The SSE Arena Wembley         | MAGIC! Nick Gardner                | 24 288 / 25 000 (97%)       | $1 420 768        |
| 31 de mayo de 2015       | Birmingham        | Reino Unido       | Genting Arena                 | MAGIC! Nick Gardner                | 14,029 / 14,100 (99%)       | $891 157          |
| 1 de junio de 2015       | Mánchester        | Reino Unido       | Manchester Arena              | MAGIC! Nick Gardner                | 13 764 / 14 767 (93%)       | $868 271          |
| 3 de junio de 2015       | Ámsterdam         | Países Bajos      | Ziggo Dome                    | MAGIC! Nick Gardner                | 16 763 / 16 763 (100%)      | $818 801          |
| África                   |                   |                   |                               | MAGIC! Nick Gardner                |                             |                   |
| 6 de junio de 2015       | Rabat             | Marruecos         | OLM Souissi                   | Festival                           | Festival                    | Festival          |
| Europa                   |                   |                   |                               |                                    |                             |                   |
| 9 de junio de 2015       | Oberhausen        | Alemania          | König Pilsener Arena          | MAGIC! Nick Gardner                | 10 941 / 10 941 (100%)      | $512 756          |
| 10 de junio de 2015      | Múnich            | Alemania          | Olympiahalle                  | MAGIC! Nick Gardner                | 12 061 / 12 061 (100%)      | $567 605          |
| 12 de junio de 2015      | Milán             | Italia            | Mediolanum Forum              | MAGIC! Nick Gardner                | 11 143 / 11 143 (100%)      | $484 545          |
| 14 de junio de 2015      | Barcelona         | España            | Palau Sant Jordi              | MAGIC! Nick Gardner                | 17 104 / 17 104 (100%)      | $917 835          |
| 15 de junio de 2015      | Madrid            | España            | Barclaycard Center            | MAGIC! Nick Gardner                | 14 857 / 14 857 (100%)      | $876 055          |
| 17 de junio de 2015      | Lisboa            | Portugal          | MEO Arena                     | MAGIC! Nick Gardner                | 19 109 / 19 109 (100%)      | $991 055          |
| América del Norte        |                   |                   |                               |                                    |                             |                   |
| 15 de agosto de 2015     | Hershey           | Estados Unidos    | Hersheypark Stadium           | Nick Jonas Matt McAndrew           | 26 857 / 28 282 (95%)       | $1 694 802        |
| 16 de agosto de 2015     | Atlantic City     | Estados Unidos    | Atlantic City Beach           | Nick Jonas Matt McAndrew           | 37 418 / 55 000 (75%)       | $1 572 769        |
| Asia                     |                   |                   |                               |                                    |                             |                   |
| 2 de septiembre de 2015  | Yokohama          | Japón             | Yokohama Arena                | Dirty Loops                        | 12 478 / 12 478 (100%)      | $1 303 079        |
| 4 de septiembre de 2015  | Hong Kong         | Hong Kong         | AsiaWorld-Arena               | Dirty Loops                        | 14 038 / 14 038 (100%)      | $1 531 595        |
| 7 de septiembre de 2015  | Seúl              | Corea del Sur     | Olympic Gymnastics Arena      | Dirty Loops                        | 26 518 / 26 518 (100%)      | $2 653 948        |
| 9 de septiembre de 2015  | Seúl              | Corea del Sur     | Olympic Gymnastics Arena      | Dirty Loops                        | 26 518 / 26 518 (100%)      | $2 653 948        |
| 10 de septiembre de 2015 | Daegu             | Corea del Sur     | Daegu Stadium                 | Dirty Loops                        | 10 536 / 12 538 (84%)       | $1 061 578        |
| 14 de septiembre de 2015 | Taipéi            | Taiwán            | Nangang Hall                  | Dirty Loops                        | 38 996 / 38 996 (100%)      | $3 607 637        |
| 15 de septiembre de 2015 | Taipéi            | Taiwán            | Nangang Hall                  | Dirty Loops                        | 38 996 / 38 996 (100%)      | $3 607 637        |
| 17 de septiembre de 2015 | Manila            | Filipinas         | Mall of Asia Arena            | Dirty Loops                        | 11 407 / 11 407 (100%)      | $1 703 200        |
| 19 de septiembre de 2015 | Singapur          | Singapur          | Marina Bay Street Circuit     | Festival                           | Festival                    | Festival          |
| 21 de septiembre de 2015 | Bangkok           | Tailandia         | Impact Arena                  | Dirty Loops                        | 21 506 / 21 506 (100%)      | $2 039 541        |
| 22 de septiembre de 2015 | Bangkok           | Tailandia         | Impact Arena                  | Dirty Loops                        | 21 506 / 21 506 (100%)      | $2 039 541        |
| Oceanía                  |                   |                   |                               |                                    |                             |                   |
| 26 de septiembre de 2015 | Melbourne         | Australia         | Rod Laver Arena               | Dirty Loops                        | 14 089 / 14 089 (100%)      | $1 075 990        |
| 28 de septiembre de 2015 | Brisbane          | Australia         | Brisbane Entertainment Centre | Dirty Loops                        | 11 142 / 11 142 (100%)      | $799 935          |
| 29 de septiembre de 2015 | Sídney            | Australia         | Allphones Arena               | Dirty Loops                        | 16 479 / 16 479 (100%)      | $1 233 650        |
| 1 de octubre de 2015     | Christchurch      | Nueva Zelanda     | Horncastle Arena              | Dirty Loops                        | 8 761 / 8 761 (100%)        | $570 558          |
| 3 de octubre de 2015     | Auckland          | Nueva Zelanda     | Vector Arena                  | Dirty Loops                        | 23 773 / 23 773 (100%)      | $1 687 279        |
| 4 de octubre de 2015     | Auckland          | Nueva Zelanda     | Vector Arena                  | Dirty Loops                        | 23 773 / 23 773 (100%)      | $1 687 279        |
| Latinoamérica            |                   |                   |                               |                                    |                             |                   |
| 25 de febrero de 2016    | Guadalajara       | México            | Arena VFG                     | Rey Pila                           | 11 494 / 11 494 (100%)      | $869 906          |
| 26 de febrero de 2016    | Monterrey         | México            | Auditorio Banamex             | Rey Pila                           | 6 811 / 6 811 (100%)        | $744 123          |
| 29 de febrero de 2016    | Ciudad de México  | México            | Foro Sol                      | Rey Pila                           | 117 296 / 117 296 (100%)    | $6 405 708        |
| 1 de marzo de 2016       | Ciudad de México  | México            | Foro Sol                      | Rey Pila                           | 117 296 / 117 296 (100%)    | $6 405 708        |
| 3 de marzo de 2016       | Bogotá            | Colombia          | Parque Salitre Mágico         | The Mills                          | 24 975 / 24 975 (100%)      | $1 989 480        |
| 5 de marzo de 2016       | Buenos Aires      | Argentina         | Hipódromo de Palermo          | Foxley                             | 27 314 / 27 314 (100%)      | $1 035 760        |
| 7 de marzo de 2016       | Santiago          | Chile             | Movistar Arena                | —                                  | 15 888 / 15 888 (100%)      | $1 180 090        |
| 9 de marzo de 2016       | Porto Alegre      | Brasil            | FIERGS Estacionamento         | Dashboard Confessional Dingo Bells | 29 929 / 29 929 (100%)      | $1 814 040        |
| 11 de marzo de 2016      | Belo Horizonte    | Brasil            | Explanada del Mineirao        | Dashboard Confessional             | 24 908 / 24 908 (100%)      | $1 533 610        |
| 13 de marzo de 2016      | Salvador          | Brasil            | Parque de Exposiciones        | Dashboard Confessional             | 35 385 / 35 385 (100%)      | $2 113 030        |
| 16 de marzo de 2016      | Fortaleza         | Brasil            | Marina Park                   | Dashboard Confessional             | 29 852 / 29 852 (100%)      | $1 648 400        |
| 17 de marzo de 2016      | São Paulo         | Brasil            | Allianz Parque                | Dashboard Confessional             | 91 528 / 91 528 (100%)      | $5 582 620        |
| 19 de marzo de 2016      | São Paulo         | Brasil            | Allianz Parque                | Dashboard Confessional             | 91 528 / 91 528 (100%)      | $5 582 620        |
| 20 de marzo de 2016      | Río de Janeiro    | Brasil            | Apoteose                      | Dashboard Confessional             | 34 980 / 34 980 (100%)      | $2 083 950        |
| Europa                   |                   |                   |                               |                                    |                             |                   |
| 28 de mayo de 2016       | Lisboa            | Portugal          | Bela Vista Park               | Festival                           | Festival                    | Festival          |
| 29 de mayo de 2016       | Niza              | Francia           | Stade Charles-Ehrmann         | —                                  | —                           | —                 |
| 1 de junio de 2016       | Cracovia          | Polonia           | Tauron Arena                  | —                                  | —                           | —                 |
| 3 de junio de 2016       | Moscú             | Rusia             | Estadio Olimpiski             | —                                  | —                           | —                 |
| 5 de junio de 2016       | Bucarest          | Rumania           | Piața Constituției            | —                                  | —                           | —                 |
| 7 de junio de 2016       | Batumi            | Georgia           | Miracle Square                | Festival                           | Festival                    | Festival          |
| 9 de junio de 2016       | Antalya           | Turquía           | Expo Festival Field           | Festival                           | Festival                    | Festival          |
| Centroamérica            |                   |                   |                               |                                    |                             |                   |
| 15 de julio de 2016      | San Juan          | Puerto Rico       | Coliseo José Miguel Agrelot   | —                                  | 14 481 / 14 481 (100%)      | $1 687 568        |
| 17 de julio de 2016      | Alajuela          | Costa Rica        | Parque Viva                   | —                                  | 18 404 / 18 404 (100%)      | $1 687 040        |
| Norteamérica             |                   |                   |                               |                                    |                             |                   |
| 3 de septiembre de 2016  | San Antonio       | Estados Unidos    | AT&T Center                   | Tove Lo R. City                    | 15,262 / 15,476 (99%)       | $1,340,020        |
| 5 de septiembre de 2016  | Nueva Orleans     | Estados Unidos    | Smoothie King Center          | Tove Lo R. City                    | 14,290 / 14,481 (99%)       | $1,413,947        |
| 7 de septiembre de 2016  | Miami             | Estados Unidos    | American Airlines Arena       | Tove Lo R. City                    | —                           | —                 |
| 9 de septiembre de 2016  | Orlando           | Estados Unidos    | Amway Center                  | Tove Lo R. City                    | 13 969 / 14 163 (99%)       | $1 311 861        |
| 10 de septiembre de 2016 | Columbia          | Estados Unidos    | Colonial Life Arena           | Tove Lo R. City                    | 12,597 / 13,084 (96%)       | $1,173,830        |
| 12 de septiembre de 2016 | Memphis           | Estados Unidos    | FedExForum                    | Tove Lo R. City                    | 10,367 / 16,805 (62%)       | $786,408          |
| 14 de septiembre de 2016 | Knoxville         | Estados Unidos    | Thompson-Boling Arena         | Tove Lo R. City                    | 13,966 / 13,966 (100%)      | $1,232,190        |
| 16 de septiembre de 2016 | Baltimore         | Estados Unidos    | Royal Farms Arena             | Tove Lo R. City                    | 12 272 / 12 272 (100%)      | $1 293 000        |
| 17 de septiembre de 2016 | Worcester         | Estados Unidos    | DCU Center                    | Tove Lo R. City                    | 11 542 / 11 744 (98%)       | $1 111 777        |
| 3 de octubre de 2016     | Saint Louis       | Estados Unidos    | Scottrade Center              | Tove Lo R. City                    | —                           | —                 |
| 4 de octubre de 2016     | Lincoln           | Estados Unidos    | Pinnacle Bank Arena           | Tove Lo R. City                    | —                           | —                 |
| 6 de octubre de 2016     | Denver            | Estados Unidos    | Pepsi Center                  | Tove Lo Phases                     | —                           | —                 |
| 8 de octubre de 2016     | Salt Lake City    | Estados Unidos    | Vivint Smart Home Arena       | Tove Lo Phases                     | —                           | —                 |
| 9 de octubre de 2016     | Boise             | Estados Unidos    | Taco Bell Arena               | Tove Lo Phases                     | —                           | —                 |
| 11 de octubre de 2016    | Seattle           | Estados Unidos    | KeyArena                      | Tove Lo Phases                     | —                           | —                 |
| 13 de octubre de 2016    | Portland          | Estados Unidos    | Moda Center                   | Tove Lo Phases                     | —                           | —                 |
| 15 de octubre de 2016    | Sacramento        | Estados Unidos    | Golden 1 Center               | Tove Lo Phases                     | —                           | —                 |
| 16 de octubre de 2016    | Oakland           | Estados Unidos    | Oracle Arena                  | Tove Lo Phases                     | —                           | —                 |
| 20 de febrero de 2017    | Milwaukee         | Estados Unidos    | BMO Harris Bradley Center     | Tinashe R. City                    | 15,141 / 15,505 (98%)       | $1,306,657        |
| 22 de febrero de 2017    | Cleveland         | Estados Unidos    | Quicken Loans Arena           | Tinashe R. City                    | 13,969 / 17,349 (81%)       | $1,244,551        |
| 24 de febrero de 2017    | Montreal          | Canadá            | Centre Bell                   | Tinashe R. City                    | —                           | —                 |
| 25 de febrero de 2017    | Montreal          | Canadá            | Centre Bell                   | Tinashe R. City                    | —                           | —                 |
| 27 de febrero de 2017    | Quebec            | Canadá            | Centre Vidéotron              | Tinashe R. City                    | —                           | —                 |
| 1 de marzo de 2017       | Hamilton          | Canadá            | FirstOntario Centre           | Tinashe R. City                    | —                           | —                 |
| 3 de marzo de 2017       | Cincinnati        | Estados Unidos    | U.S. Bank Arena               | Tinashe R. City                    | 14,442 / 14,846 (97%)       | $1,257,948        |
| 5 de marzo de 2017       | Rochester         | Estados Unidos    | Blue Cross Arena              | Tinashe R. City                    | 10,504 / 10,504 (100%)      | $867,257          |
| 7 de marzo de 2017       | Albany            | Estados Unidos    | Times Union Center            | Tinashe R. City                    | 11,711 / 12,125 (97%)       | $1,079,029        |
| 8 de marzo de 2017       | Búfalo            | Estados Unidos    | KeyBank Center                | Tinashe R. City                    | 13,959 / 14,274 (98%)       | $1,365,102        |
| Latinoamérica            |                   |                   |                               |                                    |                             |                   |
| 12 de septiembre de 2017 | Panamá            | Panamá            | Estadio Nacional Rod Carew    |                                    |                             |                   |
| 14 de septiembre de 2017 | Curitiba          | Brasil            | Estadio Couto Pereira         | 22,655 / 30,000 (76%)              | $2,198,050                  |                   |
| 15 de septiembre de 2017 | Río de Janeiro    | Brasil            | Parque Olímpico               |                                    |                             |                   |
| 16 de septiembre de 2017 | Río de Janeiro    | Brasil            | Parque Olímpico               |                                    |                             |                   |
| 19 de septiembre de 2017 | Lima              | Perú              | Estadio Nacional              |                                    |                             |                   |
| Total                    | Total             | Total             | Total                         | Total                              | 1,471,925 / 1,501,306 (98%) | $111,784,965      |